# MilSim
Le Mil-Sim (ou Milsim) des temps modernes, qui veut dire « Military Simulation » ou « simulation militaire », est une forme d'entrainement employée par certains corps de police et militaires, destinée à certaines élites lors de préparatifs à de futures opérations.
Elle tient son origine des anciennes civilisations grecques, ce terme fut employé à une époque où les enfants de la garde royale s'entrainaient à imiter les soldats sous une forme de jeux qu'ils appelaient Militum Simulatio.
Le terme Milsim est aussi utilisé pour décrire certaines formes de jeux représentant la reproduction de films de guerre ou exercices tactiques lors de joutes de paintball ou airsoft Milsim.